# Mama Tatda
Mama Tatda es una religión sincretista amerindia, practicada por los ngäbe y buglé, que combina elementos del catolicismo con el animismo. La religión nació el 22 de septiembre de 1962, cuando una joven indígena llamada Delia Bejerano de Atencio, conocida como Besikö Kruningrobu, tuvo una aparición de la Virgen María y Jesucristo bajando del cielo en una máquina parecida a una motocicleta. Tras esta aparición, Besikö evangelizó a los indígenas, convirtiéndose en la religión más importante de la Comarca Ngäbe-Buglé, con carácter oficial. Se estima que actualmente hay unos 200 mil practicantes de Mama Tatda en localidades ngäbe de Panamá y Costa Rica.

## Etimología
El nombre de la religión viene de las palabras del idioma ngäbe: mama, "mamá" en referencia a la Virgen María y tatda, "papá" en referencia a Jesucristo.

## Historia
El 22 de septiembre de 1962, en la comunidad de Krunbiti (corregimiento de Boca de Balsa), al oeste de la actual comarca, residía una joven indígena llamada Delia Bejerano de Atencio, pero conocida con su nombre indígena Besikö Kruningrobu. Besikö tuvo una aparición de la Virgen María y Jesucristo, juntos bajando del cielo en un aparato metálico similar a una motocicleta, durante una tormenta. Al encontrarse con Besikö, notó que ambos no se mojaban con la lluvia y luego entraron a su vivienda. La virgen al acomodarse en el jorón de la casa, éste se convirtió en una confortable cama con colchón, y una hora después el hombre que decía ser Jesucristo dejó un mensaje divino a Besikö, ya que su objetivo era destruir el mundo, debido a los desenfrenos constantes que realizaban los indígenas, sobre todo con la balsería (festival donde los hombres demuestran su fortaleza y se consume mucho licor), pero que la Virgen se oponía a tal castigo. Por ello encargaron a Besikö, la evangelización de los indígenas para evitar el castigo divino.
Besikö comenzó a explicar su revelación en Boca de Balsa ante 3000 personas, que según la historia, éstos se arrepintieron de sus excesos y decidieron convertirse a Mama Tatda. Eventualmente, Boca del Balsa se convirtió en un centro de peregrinaje religioso donde indígenas de las regiones de Bocas del Toro hasta Veraguas, se unieron a la nueva religión.
No obstante, las prédicas de Besikö terminaron con su abrupto fallecimiento el 14 de septiembre de 1964, a la edad de 23 años, tras una intensa fiebre. Dejó en la orfandad a una niña de 2 años, Emilce Atencio, quien se convertiría en la nueva líder religiosa de Mama Tatda.

## Características
La religión adopta elementos del catolicismo: la Virgen María (Mama) y Jesucristo (Tatda) son los personajes clave; pero adoptan elementos animistas indígenas tales como el uso de pintura facial y un ritual especial llamado "cantalele". El "cantalele" es una ceremonia donde separadamente hombres y mujeres realizan cantos al compás, pero que los hombres aplauden y las mujeres bailan, durando entre dos y tres horas.
La cruz es un elemento clave en Mama Tatda, también suelen haber imágenes de un ángel guardián, así como la colocación de altares, en los que se pone la imagen de la Virgen María mientras rezan.
Mama Tatda prohíbe la balsería (festival de fortaleza entre hombres), la chichería (consumo de licor de chicha fuerte), los ritos de iniciación y la poligamia. También apela al rezo y a guardar en los días sábados y domingo. Según Mama Tatda, los pueblos indígenas son declarados como pueblos escogidos por Dios.
En el ámbito político, miembros de Mama Tatda se han opuesto a la construcción de la hidroélectrica de Barro Blanco, llegando a confrontarse duramente con el gobierno panameño.
Actualmente la congregación está dirigida por Emilce Atencio, hija de Besikö, quien reside en Salto Dupí, donde se está construyendo el primer templo moderno, que será a su vez sede de la religión. Además, uno de los distritos de la comarca recibe el nombre de Besikö, donde la fecha de la aparición es un feriado local.